# Robert Livingston (attore)
Robert Livingston, nato Robert Edward Randall (Quincy, 9 dicembre 1904 – Tarzana, 7 marzo 1988), è stato un attore statunitense.

## Biografia
Nato in Illinois nel 1904, aveva un fratello attore, Addison Randall (1906-1945), deceduto all'età di 39 anni durante le riprese del serial The Royal Mounted Rides Again.
Esordì nel 1921 nel film Man-Woman-Marriage. Apparve in oltre 130 film dal 1921 al 1975. Fu uno degli originali interpreti dei Three Mesquiteers, tre cowboy fittizi protagonisti di una serie di 51 film western a basso costo prodotti negli Stati Uniti nel periodo 1936-1943. In particolare Livingston partecipò a 29 di questi film nel ruolo di Stony Brooke.
Interpretò Zorro nel film The Bold Caballero (1936) diretto da Wells Root, mentre nel 1939 interpretò il Lone Ranger nel serial cinematografico della Republic Pictures dal titolo The Lone Ranger Rides Again.
Nel 1947 sposò Margaret Roach, figlia del celebre produttore Hal Roach e di Marguerite Nichols. Dopo la nascita di un figlio, chiamato Addison come il fratello di Robert prematuramente scomparso, la coppia divorziò nel 1951.
Tra i film da lui interpretati negli anni '50 vi sono Law of the Badlands, Saddle Legion, Night Stage to Galveston, Winning of the West e Due toroni tra i cowboys. La sua ultima apparizione risale al 1975 nel film Blazing Stewardesses.
Randall morì all'età di 83 anni in California nel 1988.

## Filmografia parziale
- Lo studente (Brown of Harvard), regia di Jack Conway (1926)
- Circus Girl, regia di John H. Auer (1937)
- Arson Gang Busters, regia di Joseph Kane (1938)
- The Black Raven, regia di Sam Newfield (1943)
- Pride of the Plains, regia di Wallace Fox (1944)
- Law of the Badlands, regia di Lesley Selander (1951)
- Saddle Legion, regia di Lesley Selander (1951)
- Night Stage to Galveston, regia di George Archainbaud (1952)
- Winning of the West, regia di George Archainbaud (1952)
- Due toroni tra i cowboys (Once Upon a Horse...), regia di Hal Kanter (1958)